# David Ely
David Ely, pseudónimo de David Eli Lilienthal (Chicago, Illinois, Estados Unidos, 19 de noviembre de 1927), es un escritor estadounidense, autor de novela policíaca y de ciencia ficción.

## Biografía
Realiza estudios superiores en la universidad de Carolina del Norte en Chapel Hill de 1944 a 1945, en la universidad de Harvard de 1947 a 1949, y posteriormente en el St Antony's College de 1954 a 1955.
Aborda la literatura en 1961 con la publicación de The Last Friday in Angust, un relato de ciencia ficción. Después de otros relatos de ciencia ficción, publica en 1963 la novela policial The Sailing Club, premiada con el premio Edgar Allan Poe en 1963 a la mejor novela.
En 1964 publica su primera novela, A Novel of Suspense, seguida el mismo año de Seconds, novela que mezcla intriga policial y relato de ciencia ficción. Esta obra fue adaptada, gracias al guion de Lewis John Carlino, para la película estadounidense Seconds, realizada por John Frankenheimer en 1966, con Rock Hudson.

## Obras

### Novelas
- Trot: A Novel of Suspense (1964)
- Seconds (1963)
- The Tour (1967). Publicada en español con el título Pánico organizado, Barcelona, Plaza & Janés, 1969.
- Poor Devils (1970)
- Walking Davis (1972)
- Mr. Nicholas (1974)
- A Journal of the Flood Year (1992)

### Colecciones de relatos
- Time Out (1968)
- Always Home and Other Stories (1991)

### Relatos
- The Last Friday in August (1961)
- The Wizard of Light (1962)
- Countdown (1962)
- The Interview (1962)
- The Sailing Club (1962)
- The Alumni March (1962)
- A Question of Neighbourliness (1963)
- The Human Factor (1963)
- McDaniels' Flood (1963)
- The Captain's Boarhunt (1964)
- The Academy (1965)
- Dolly Madison in Peru (1965)
- Creatures of the Sea (1965)
- An Angel of Mercy (1965)
- The Assault on Mount Rushmore (1969)
- The Language Game (1970)
- The Carnival (1971)
- No Time to Lose (1972)
- The Gourmet Hunt (1972)
- A Middle-Age Nude (1974)
- A Place to Avoid (1974)
- The Light in the Cottage (1974)
- Always Home (1975)
- Rockefeller's Daughter (1975)
- The Squirrel (1976)
- Last One Out (1976)
- Starling's Circle (1976)
- The Running Man (1976)
- The Weed Killer (1977)
- The Looting of the Tomb (1977)
- Counting Steps (1978)
- The Temporary Daughter (1978)
- The Rich Girl (1978)
- Going Backward (1978)
- The Marked Man (1979)
- Methuselah (1980)
- Dead Man (1993)
- The Drum (1997)

## Filmografía

### Adaptaciones

#### Al cine
- 1966 : Plan diabólico (Seconds), película estadounidense realizada por John Frankenheimer, con Rock Hudson, con guion de Lewis John Carlino, adaptación de la novela Seconds

### Guiones

#### En televisión
- 1971 : The Academy, episodio de la serie televisada Night Gallery realizado por Jeff Corey

## Premios y distinciones

### Premios
- Premio Edgar-Allan-Poe 1963 a la mejor noticia para The Sailing Club[1]

### Nominaciones
- Premio Edgar Allan Poe 1975 de la mejor noticia para The Light in the Cottage[1]
- Premios Edgar Allan Poe 1979 de la mejor noticia para Going Backward[1]